# Charminus marfieldi
Charminus marfieldi là một loài nhện trong họ Pisauridae.
Loài này thuộc chi Charminus. Charminus marfieldi được Carl Friedrich Roewer miêu tả năm 1955.